# 長瀬駅周辺商店街

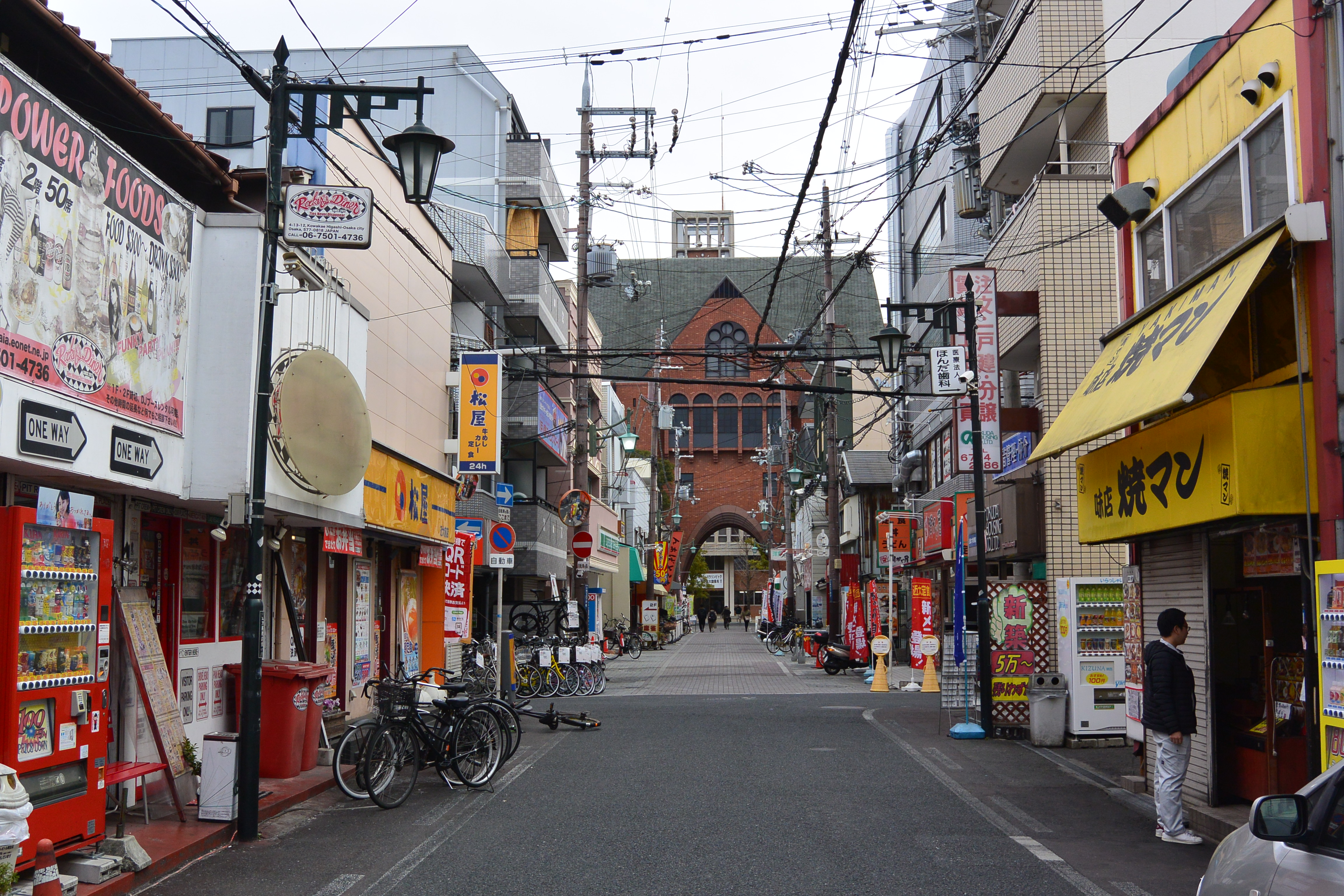
近畿大学の正門に続く近大前商店街。学生の登下校時はこの道は若者であふれかえる。

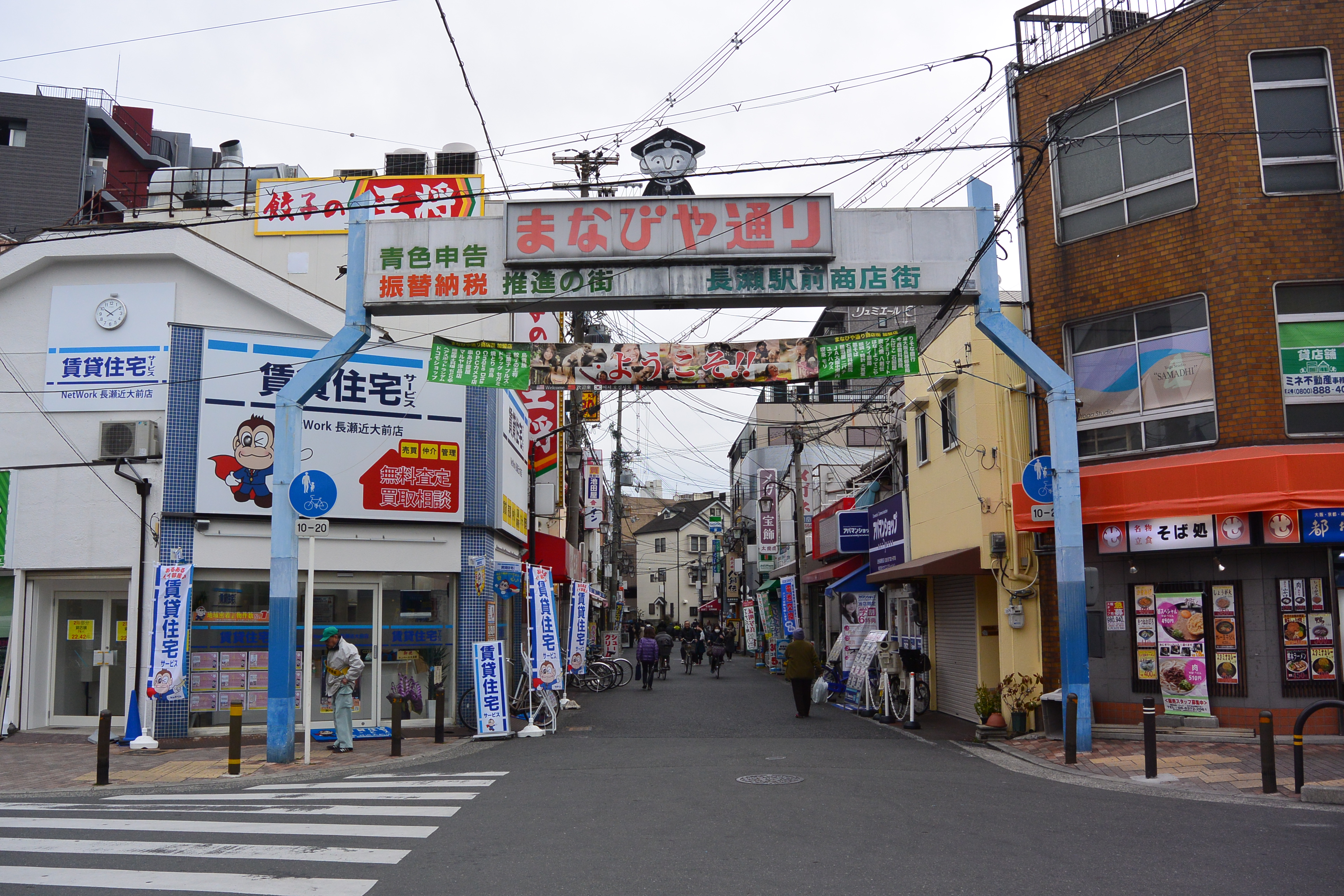
近鉄長瀬駅正面の長瀬駅前商店街

長瀬駅周辺商店街（ながせえきしゅうへんしょうてんがい）は、 大阪府東大阪市の近鉄長瀬駅周辺の商店街。駅から北東に約100メートル延びる長瀬駅前商店街と、その先で右折し近畿大学の正門に続く約700メートルの近大前商店街(または近大前商店会)、長瀬駅の反対側（南側）に約200メートル延びる長瀬駅南商店街からなり、3者は「大学通り商店街連合会」を構成している。

## 概要
長瀬駅周辺には大正13年の駅開設以降に商店が散在していた。昭和10年の記録では、現在の東大阪市の領域での商店数は布施町(商店数2400戸)、小阪町(商店数566戸)、に続いて長瀬村(商店数259戸)が3番目であった。長瀬公設市場が昭和20年11月に開設されたあと、本格的な商店街の形成が進んだ。最も店舗数が多かったのは昭和59年の468店で、同じ年に東大阪の中心である布施駅周辺商店街は1102店であった。
大学の正門に続く近大前商店街は、昭和40年代から学生向けの店舗が多かったが、平成9年頃には学生の下宿先が分散化し店舗の数や構成も変化していった。近年では、学生生活をサポートする書店や文具店、不動産会社、美容院・理髪店、また学生のニーズを反映した、ラーメン屋やカフェ、コンビニ、居酒屋などの飲食店が立ち並んでいるが、元々店舗の入れ替わりが激しいうえ、さらには後継者難などで老舗でも廃業する店舗が増えたため、平成26年には空き店舗も目立つ。周辺商店街にもゲームセンターや麻雀店、パチンコ店といった小規模な娯楽施設はあるものの、学生たちは大きな買い物や映画、大規模なコンパなどの娯楽は周辺商店街ではなく電車で大阪市内のミナミに出かけて行く。長瀬駅の反対側にある長瀬南商店街は、道路も少し細く地域の小規模な駅前商店街といったおもむきである。

## 歴史
商店数の推移（昭和42年～平成15年）は、
- 昭和42年は335店[9]
- 昭和54年は443店　そのうち飲食・娯楽関係が120店
- 昭和59年は468店　そのうち飲食・娯楽関係が150店
- 平成2年は419店　そのうち飲食・娯楽関係が130店
- 平成6年は419店　そのうち飲食・娯楽関係が125店
- 平成10年は386店　そのうち飲食・娯楽関係が106店
- 平成15年は311店　そのうち飲食・娯楽関係が103店
- 平成21年は237店　そのうち飲食・娯楽関係が84店
- 平成26年は228店　そのうち飲食・娯楽関係が93店

となっている。
全体的には、減少傾向にあるが、飲食、娯楽店の比率は増加傾向にある。

## 近大通り
近畿大学大学案内にも、インド料理店のINDRADIPや50年続く定食屋のキッチンカロリーなどが掲載されている。

## ギャラリー

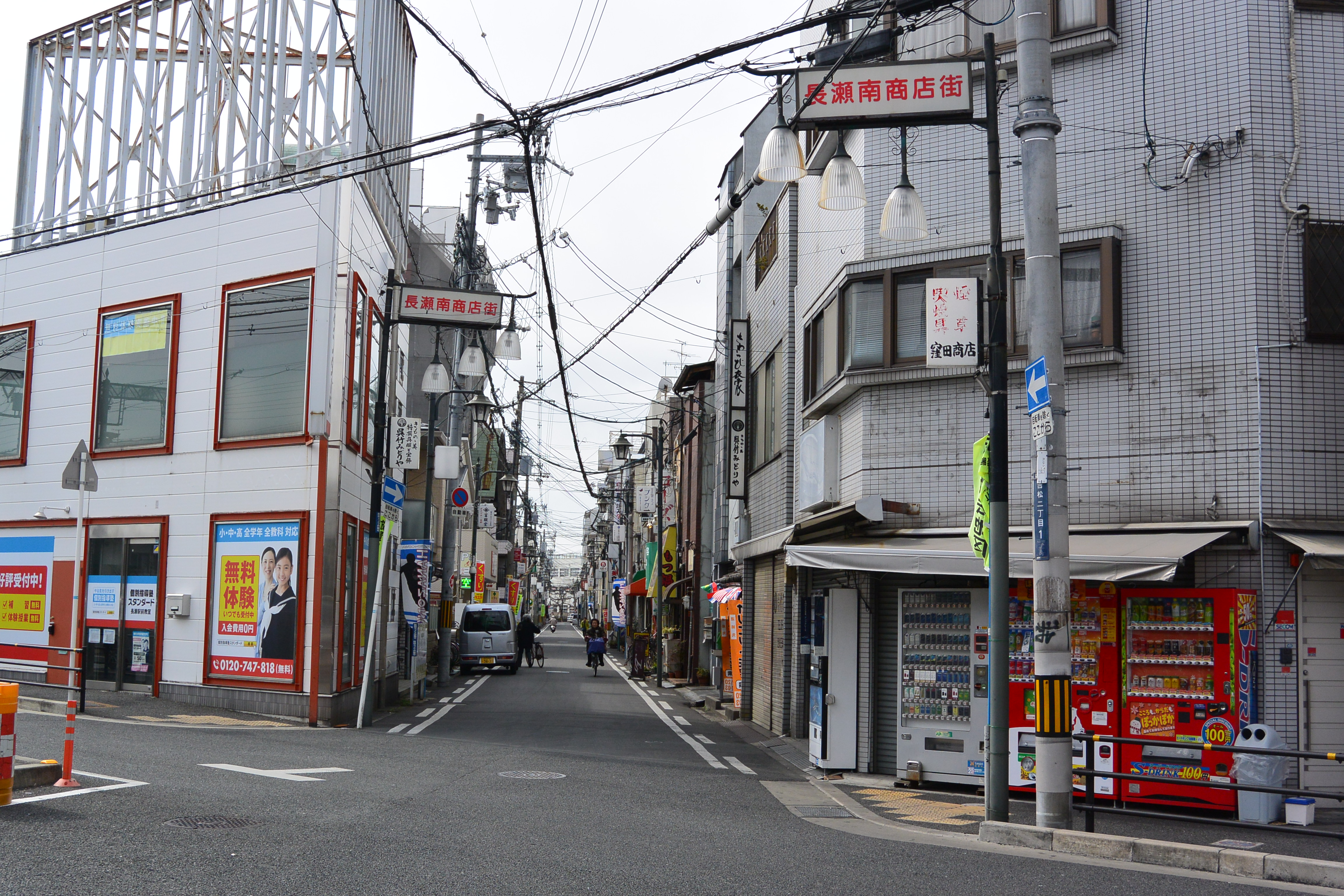
駅から見て近畿大学の反対側にある長瀬南商店街
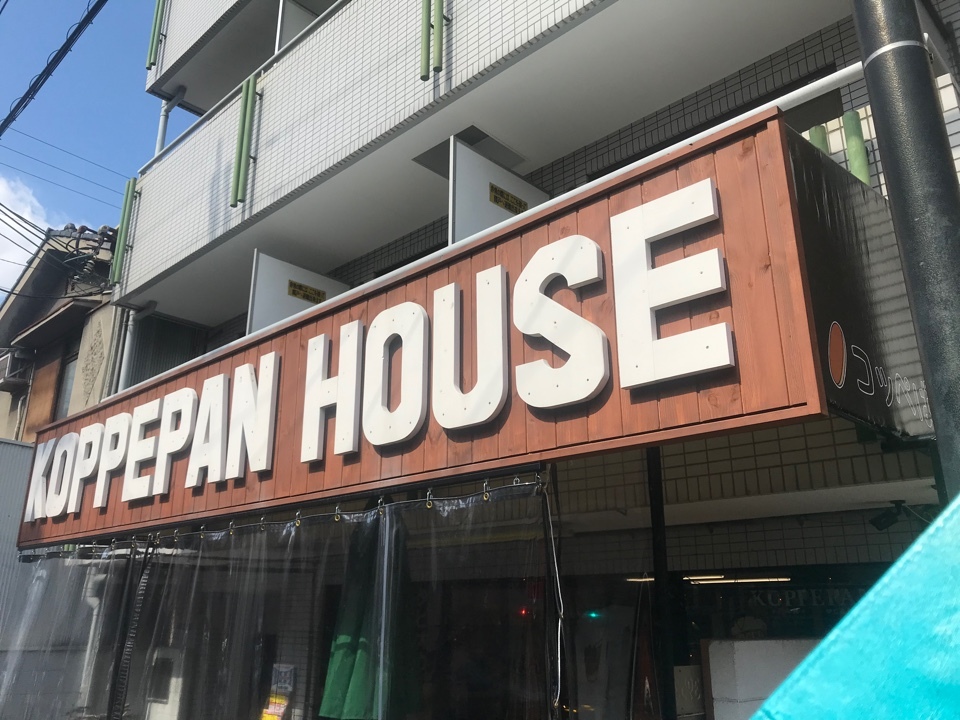
コッペパンの店
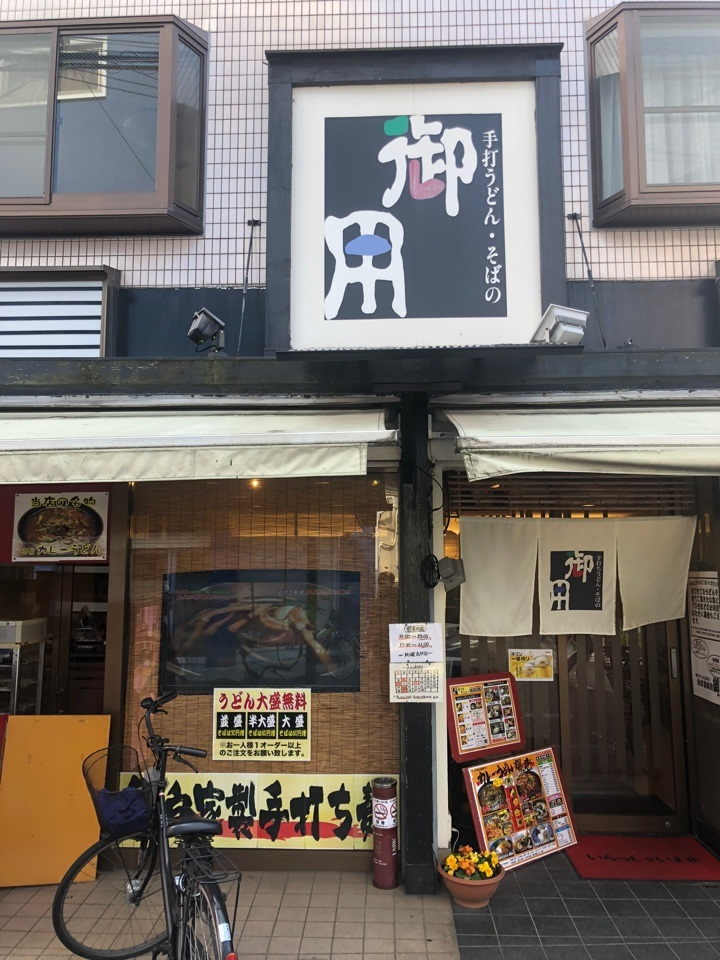
手打ちうどん屋
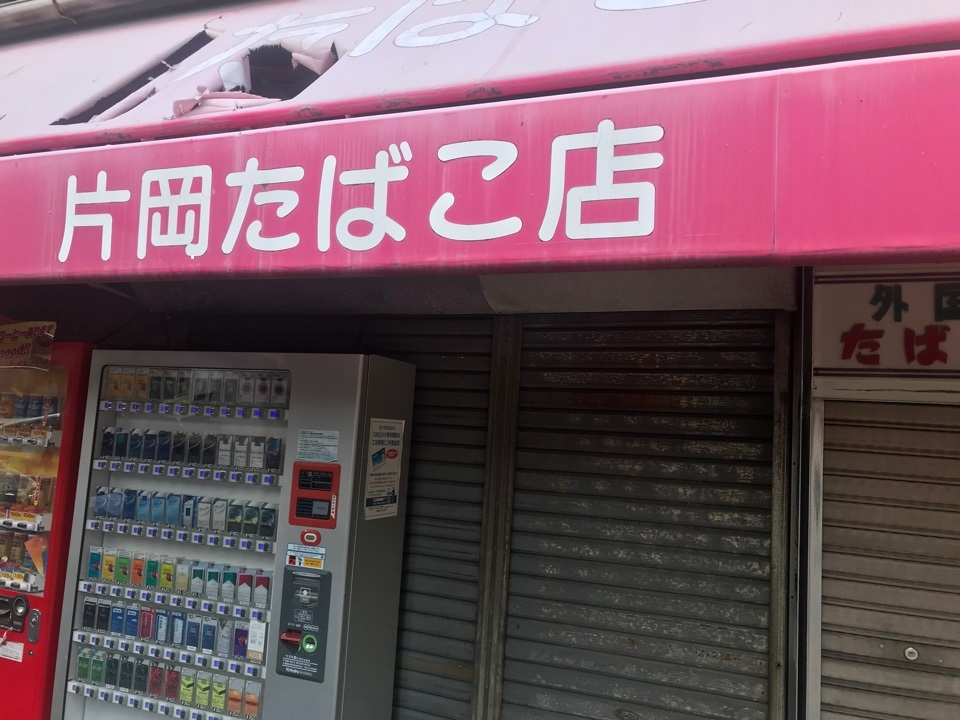
片岡タバコ屋
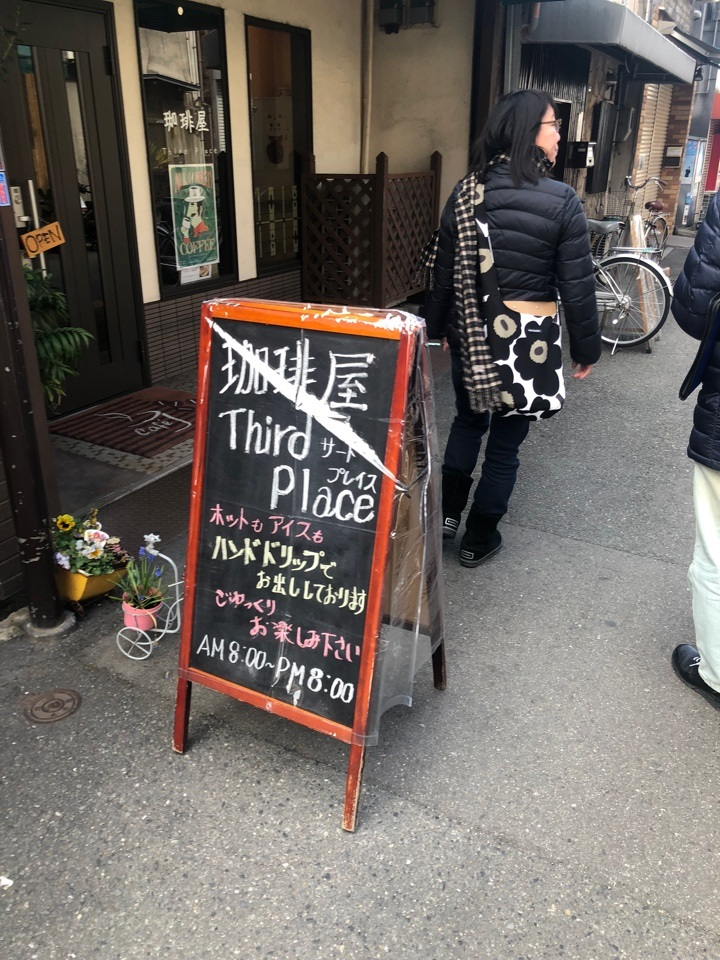
喫茶店
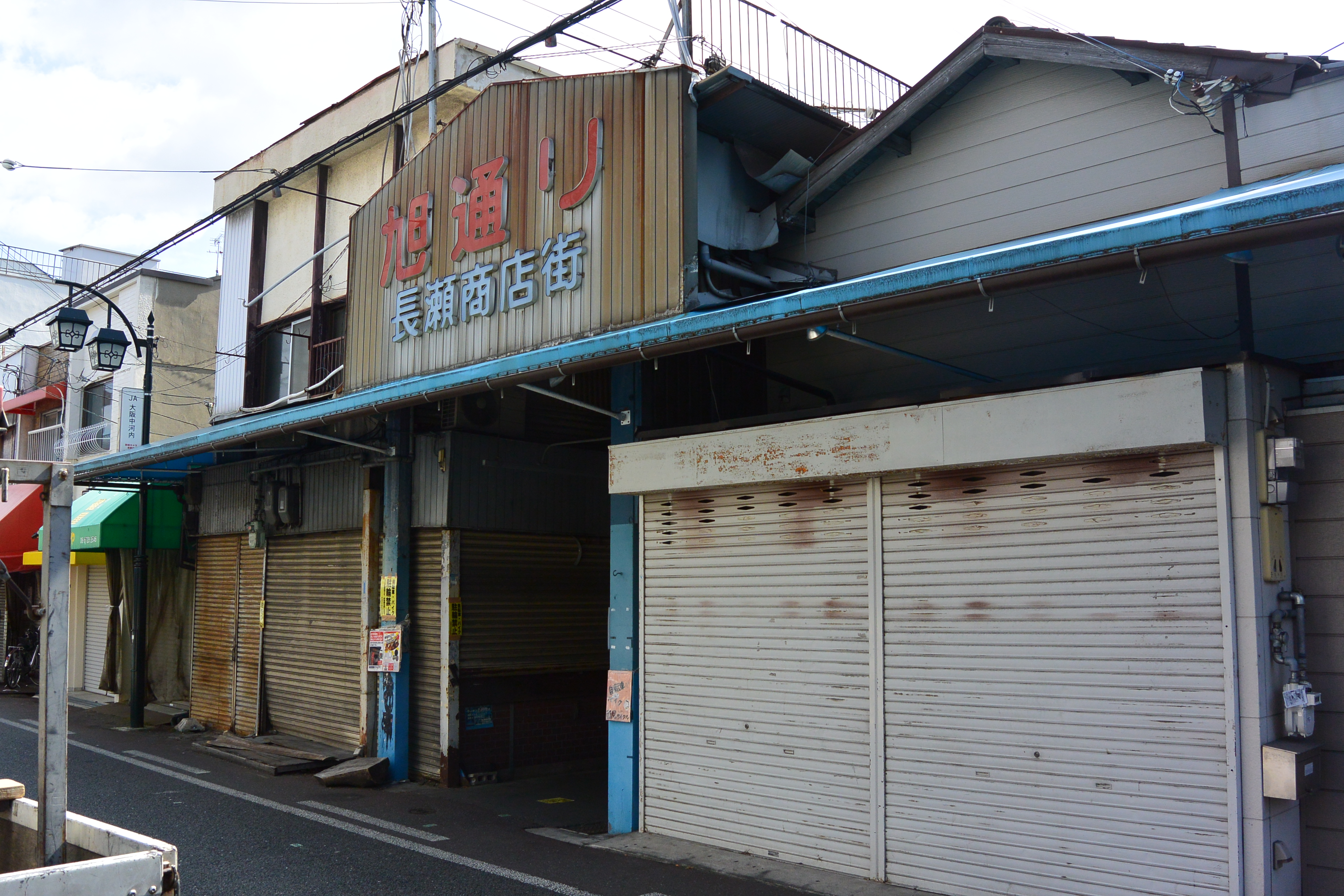
近大前商店街にある旭通り、空き店舗が目立つ。2019年2月